# FURPS
FURPS ist ein Akronym aus dem Bereich der Softwarequalität. Es entstammt dem Englischen und fasst Qualitätsmerkmale von Software zusammen.

## Bedeutung
Die Buchstaben von FURPS bedeuten im Einzelnen folgendes:
- Functionality (Funktionalität)
- Usability (Benutzbarkeit)
- Reliability (Zuverlässigkeit)
- Performance (Effizienz)
- Supportability (Änderbarkeit), sinngemäße Übersetzung Wartbarkeit

Die Übersetzungen in Klammern sind die Begriffe, wie sie auch in der ISO/IEC 25000 zu finden sind.
Das P kann auch für Portability (Übertragbarkeit) stehen.